# Tegali
 (mai 2025).
La mise en forme du texte ne suit pas les recommandations de Wikipédia : il faut le « wikifier ».
Les points d'amélioration suivants sont les cas les plus fréquents. Le détail des points à revoir est peut-être précisé sur la page de discussion.
- Les titres sont pré-formatés par le logiciel. Ils ne sont ni en capitales, ni en gras.
- Le texte ne doit pas être écrit en capitales (les noms de famille non plus), ni en gras, ni en italique, ni en « petit »…
- Le gras n'est utilisé que pour surligner le titre de l'article dans l'introduction, une seule fois.
- L'italique est rarement utilisé : mots en langue étrangère, titres d'œuvres, noms de bateaux, etc.
- Les citations ne sont pas en italique mais en corps de texte normal. Elles sont entourées par des guillemets français : « et ».
- Les listes à puces sont à éviter, des paragraphes rédigés étant largement préférés. Les tableaux sont à réserver à la présentation de données structurées (résultats, etc.).
- Les appels de note de bas de page (petits chiffres en exposant, introduits par l'outil «  Source ») sont à placer entre la fin de phrase et le point final[comme ça].
- Les liens internes (vers d'autres articles de Wikipédia) sont à choisir avec parcimonie. Créez des liens vers des articles approfondissant le sujet. Les termes génériques sans rapport avec le sujet sont à éviter, ainsi que les répétitions de liens vers un même terme.
- Les liens externes sont à placer uniquement dans une section « Liens externes », à la fin de l'article. Ces liens sont à choisir avec parcimonie suivant les règles définies. Si un lien sert de source à l'article, son insertion dans le texte est à faire par les notes de bas de page.
- La présentation des références doit suivre les conventions bibliographiques. Il est recommandé d'utiliser les modèles {{Ouvrage}}, {{Chapitre}}, {{Article}}, {{Lien web}} et/ou {{Bibliographie}}. Le mode d'édition visuel peut mettre en forme automatiquement les références.
- Insérer une infobox (cadre d'informations à droite) n'est pas obligatoire pour parachever la mise en page.

Pour une aide détaillée, merci de consulter Aide:Wikification.
Si vous pensez que ces points ont été résolus, vous pouvez retirer ce bandeau et améliorer la mise en forme d'un autre article.
 (mai 2025).
Si vous disposez d'ouvrages ou d'articles de référence ou si vous connaissez des sites web de qualité traitant du thème abordé ici, merci de compléter l'article en donnant les références utiles à sa vérifiabilité et en les liant à la section « Notes et références ».
Tegali (ou Taqali) est un état Nouba qui a existé dans les Monts Nouba du Soudan actuel.
On pense qu'il a été fondé au XVIIIe siècle [réf. nécessaire], bien que les traditions orales suggèrent sa formation deux siècles plus tôt. En partie grâce à sa position géographique sur un plateau entouré de désert, celui qui est appelé « le royaume de Tegali » par les premiers explorateurs britanniques, a pu maintenir son indépendance pendant 130 ans malgré la présence de voisins hostiles. Il a été conquis par les mahdistes soudanais en 1884 et restauré en tant qu'État client par l’occupant colonial britannique en 1889. Son pouvoir administratif a pris fin avec le coup d'État soudanais de 1969, bien que le Mek de Taqali, son chef traditionnel, conserve le pouvoir de cérémonie dans la région.

## Histoire

### Origines historiques
L'État de Tegali s’est constitué sur le massif de Taqali, la partie la plus élevée des collines des Monts Nuba dans la région du Kordofan (de ce qui est maintenant le sud de l'actuel Soudan). Les traditions orales affirment qu'il a été fondé au début du XVIe siècle lorsque le royaume de Sennar a été établi. Cependant, certains érudits pensent que l'État n’a pas réellement existé avant la fin du XVIIIe siècle (entre 1750 et 1780) et que les premiers souverains notés sur la liste des monarques sont semi-mythologiques.

### L’émergence d’un État indépendant
L'historienne Janet J. Ewald a soutenu que le premier vrai souverain, appelé le Mek ou le Makk, de Tegali était Muhammād Wad Geili. Ewald a proposé que M. Wad Geili, avec son fils, Ismail de Qaqali, aurait fondé l’État à partir de la localité de Tegali. Ewald soutient que l'État de Tegali aurait été formé au cours d'une période de désordre dans le Kordofan lorsque le royaume de Sennar était en déclin et que le Darfour gagnait en puissance. Muhammād Wad Geili aurait commencé à unir la région et aurait été remplacé comme Makk par son frère Umar. Vers 1783, Umar aurait été renversé à son tour par 'Ajaïd, la reine mère, et le fils de Muhammād, Ismaïl. Dans ses débuts troublés, Mek Ismaïl aurait étendu son royaume en prenant le contrôle des "99 collines" de la région. Son fils Abakr lui aurait succédé pacifiquement en 1800.
Malgré sa taille relativement petite et ses voisins puissants, l'État de Tegali est resté indépendant. L'État était centré sur le massif de Tegali et s'étendit pour englober tous les Monts Nouba. Ces hautes terres étaient bien adaptées à l'agriculture tandis que la plaine environnante du Kordofan était sèche et inhospitalière, ce qui rendait difficile le soutien d'une armée d'invasion. Le terrain rocheux servait également de fortification naturelle. Le royaume voisin de Sennar représentait la plus grande menace et était apaisé par les paiements d’un tribut annuel de la part de Tegali. Sennar se satisfit de cet arrangement jusqu'à l'invasion égyptienne de Sennar en 1821. Les Égyptiens lancèrent alors trois invasions ratées contre Tegali. Un accord fut conclu avec l'Égypte selon lequel le royaume de Tegali resterait de facto indépendant mais paierait un tribut modique en signe de son incorporation officielle dans le Soudan égyptien. L'Égypte et d'autres puissances extérieures tentèrent d'influencer la gouvernance du royaume de Tegali, qui fut en proie à des conflits de succession de 1840 à 1880.
En 1883, les Mahdistes soudanais, qui avaient déclenché contre l’Égypte occupante, la guerre des Mahdistes, décidèrent d'envahir le royaume de Tegali. Leur campagne, plus incisive que toutes les tentatives précédentes, submergea les forces tegaliennes. En juillet 1884, le souverain de Tegali, Mek Adam, fut capturé par les Mahdistes et mourut finalement en captivité. La contrée n’était pourtant pas pacifiée et de nombreuses insurrections s’y poursuivirent. Hamdān Abū 'Anja, un général mahdiste, fut envoyé pour réprimer la rébellion. Cela entraîna davantage de pillages et de destructions sur les terres de Tegali. L'État est alors considéré comme conquis par les forces du Mahdi autoproclamé, Muhammad Ahmad, à la fin du XIXe siècle, ce qui aboutit à la formation de l'État mahdiste (1885 - 1899).

### La restauration du «royaume» dans le contexte colonial
En 1899, les Mahdistes sont définitivement vaincus par les Britanniques, à la bataille d’Umm Diwaykarat qui aboutit à la mort du chef mahdiste, Abdulah ibn Muhammad al-Taaichi. Dès lors, Égyptiens et Britanniques forment un condominium : le Soudan anglo-égyptien. Le Mek de Tegali est alors rétabli dans son pouvoir mais demeure étroitement contrôlé par les Britanniques, par la présence d’un administrateur colonial en Kordofan. Les Mukūk (« rois ») de Tegali se sont avérés être des alliés utiles et les Britanniques leur ont progressivement donné plus de territoire à contrôler et à administrer, jusqu'à l'indépendance du Soudan en 1956. Le pouvoir administratif de l'État a pris fin avec le coup d' État de 1969. Bien qu'il n'ait aucun pouvoir politique, le Mek de Tegali reste un chef cérémonial pour les habitants de la région.

## Structure monarchique
Le titre du souverain de Tegali était Makk (ou Mek, "roi"), dont l’étymologie peut être arabe mais plus probablement un mot arabisé d'origine Merotici ou Ge'ez[réf. nécessaire]. Les tributaires du Mek de Tegali étaient connus sous le nom de mukūk al-ʿāda (sing. make al-ʿāda ), « rois coutumiers ». À Tegali, la transmission du pouvoir était héréditaire et masculine : le fils d'un makk était un wad al-makk (pl. awlād al-makk), et le fils d'une fille du makk était un arbāb (pl. arābīb). Les arābīb étaient généralement des conseillers importants du mek, tandis que les arābīb al-thamāniyya (huit arābīb) étaient un conseil spécial qui se réunissait dans le palais. Un arbāb pouvait parfois transmettre son rang à ses fils. De même, le titre de wad était parfois accordé à des esclaves ou des serviteurs de confiance. Tous les awlād étaient éligibles pour être élus makk/ mek. Un wad qui avait reçu un territoire pour tirer des revenus était un ahl al-ṭāqīyah, celui qui portait la ṭāqīyah, une coiffe associée à la règle.
Une femme qui enfantait un fils au mek était connue sous le nom d' artiyya (pl. artiyyāt ), un terme qui n'est pas d'origine arabe. Chacune de ces artiyyāt acquérait le rang le plus élevé parmi les femmes de la maison royale, chacune supervisant sa maison de surriyyat (concubines) et de khaddama (servantes).

## Les rois /Mukūkde Tegali
Ce qui suit est une liste des souverains de Taqali et la période de leurs règnes. Notez que ceux avant Muhammād wad Geili sont contestés.
- Muhammād al-Rubatabi
- Geili Abū Jarida
- Sabo de Tegali
- Geili Umara
- Geili Awan 'Allāh
- Geili Abū Coran
- Muhammād Wad Geili, ayant régné vers 1750
- Umar Ier, jusqu'en 1783
- Ismaïl Ier, 1783 à 1800
- Abakr Ier, 1800 à 1820
- Omar II, 1820 à 1835
- Ahmad, 1835 à 1840
- Maryud, 1840 à 1843
- Nasir, 1843 à c. 1860
- Adam Ier, c. 1860 à 1884
- Interrègne : 1884 à 1898
- Geili , 1898 à 1916
- Abakr II, 1916 à 1920
- Adam II, de 1920 à une date inconnue ; une source a affirmé qu'il régnait encore en 1990.[réf. nécessaire]